# Fermersbach
Fermersbach är ett vattendrag i Österrike. Det ligger i den västra delen av landet, 400 km väster om huvudstaden Wien.
I omgivningarna runt Fermersbach växer i huvudsak barrskog. Runt Fermersbach är det ganska glesbefolkat, med 50 invånare per kvadratkilometer.  Trakten ingår i den hemiboreala klimatzonen. Årsmedeltemperaturen i trakten är 1 °C. Den varmaste månaden är augusti, då medeltemperaturen är 12 °C, och den kallaste är januari, med −10 °C. Genomsnittlig årsnederbörd är 1 666 millimeter. Den regnigaste månaden är augusti, med i genomsnitt 213 mm nederbörd, och den torraste är mars, med 66 mm nederbörd.